# 寶可夢中文版命名爭議
2016年，寵物小精靈系列（Pokémon系列）遊戲《精靈寶可夢 太陽／月亮》首次官方中文化时，因翻译問題引发的争议，尤以香港方面激起極大反對浪潮。

## 事情经过
寵物小精靈系列自1996年推出以來，香港一直譯作《寵物小精靈》，而台灣譯為《神奇寶貝》，中國大陸不同電視台則自20世紀90年代就分別從香港和台灣引進動畫，所以大陸同時存在《寵物小精靈》和《神奇寶貝》兩個名稱。三地皆播放和出版過許多動畫、漫畫作品，當中的譯名全數經過日方審批，依照日方的指定，是官方譯名。
2016年2月底，The Pokémon Company宣佈為慶祝《寵物小精靈》20週年，將於冬季推出《精靈寶可夢 太陽》和《精靈寶可夢 月亮》，遊戲加入繁體中文和簡體中文版本，「統一」将Pokémon翻译稱為「精靈寶可夢」。The Pokémon Company董事石原恆和拍攝一條YouTube影片，表示此決定是希望將Pokémon這個名稱推廣得更遠，「精靈寶可夢」這譯名，除了當中的「寶可夢」發音與「Pokémon」相近，也保留了來自香港舊譯名「寵物小精靈」的「精靈」二字，以及來自台灣舊譯名「神奇寶貝」的「寶」字。
然而，「精靈寶可夢」的名稱最早可以追溯到2011年，於中國大陸CCTV-6播放的《Pokémon》電視動畫，當初負責中國電視動畫的導演統製張麗莉提到，因為「寵物小精靈」與「神奇寶貝」這兩個名稱，在中國大陸早就被人註冊而無法使用，才在2010左右另取新名稱（但是实际上「神奇宝贝」和「宠物小精灵」两个译名自1998年就已经被任天堂申请到手中，而“口袋妖怪”以及“口袋怪兽”也在2007年被任天堂申请获得）。翻譯過程及結果經任天堂日方多番斟酌作出最終確定。由於張麗莉團隊處理的是當時中國大陸內的譯製問題，日方也沒有指示她要考慮其他漢語語言發音和文化，整個翻譯過程只以普通話的發音出發來構思，日方也只基於普通話的發音來選出定案。
批評者查證過上述相關事實後，指責石原恆和的說法不符事實真相，這次改名其實就是以「大陸的新譯名」吞併了「香港和臺灣的譯名」，甚至直斥石原恆和的言論是「自相矛盾的謊言」。香港同好對「寵物小精靈」被改表示不滿，並指出「寶可夢」的粤語發音與「Pokémon」相差十分遠，不符合日方聲稱要「與『Pokémon』發音相近」之要求；部份台灣同好亦對「神奇寶貝」一名被換掉表示反彈。
2016年5月10日，任天堂香港為配合《精靈寶可夢 太陽／月亮》中文版發佈，公佈首151隻寶可夢的官方「統一」中文譯名。151隻寶可夢的「統一」譯名以台湾傳統譯法居多，部分則以音譯代替，93隻角色不再採行原本的港譯版，27隻不再採行原本的台譯版，最終使用港譯版就只有4隻。其中香港傳統譯名「比卡超」改名為「皮卡丘」，在廣東話中將會成為「劉錫祥拼音：Pei⁴ Ka¹ Yau¹／粵拼：Pei⁴ Kaa¹ Jau¹」，跟日語發音「（Pikachu）」天差地遠，形同改名；也有些新譯名在粵語裏的發音顯得不雅。此舉引起部分香港玩家的反對，甚至認為從「寶可夢」到眾多小精靈名字都只考慮普通話或國語，卻不考慮粤語、廣東話的效果，是「以普代粵」——以普通話取代廣東話的語言問題，批評決策者對香港語文不尊重、對粵語無知卻自大，沒有考慮廣東話（粵語）的語境。有文化研究評論甚至批評任天堂企圖描繪出一個假想的均質華語世界，視普通話或國語為唯一合法的中文代表，結果有如是把香港文化收編進「大中華」之中，成為另一種「去本土化」的過程，令粵語人士感到被普通話侵略。譯名調動幅度的對比引起香港玩家不滿，要求任天堂在小精靈的譯名上保留香港的本地特色，區分出兩種中文化版本。如萬代《GUNDAM》系列不管舊作新作，都會分開三地譯名《高達》、《鋼彈》和《敢達》系列。
不過，任天堂表示不会改变之前所作的决定。《精靈寶可夢 太陽／月亮》製作人增田順一接受採訪時，表示希望翻譯都能由「當地人」來進行，從遊戲開始逐漸發展到動畫、電影等其他領域，改名以「還原開發者當初命名的原意」為基準。
一些評論者認為這改名行為與「叮噹」改稱「多啦A夢」相似，把兩者拿來比較，借「多啦A夢」更名一事來支持「寶可夢」統一譯名。但有批評者指出，「多啦A夢」更名後，在粵語和普通話裏發音皆相似，並無「以普代粵」、不尊重香港語言習慣的問題。跟「以普代粵」的「寶可夢」和「皮卡丘」等不可以類比。同好組織「叮噹小城」更多次發文，譴責以普通話或國語譯名取代粵語譯名的行為。

## 造成影響
《精靈寶可夢》的「統一」譯名公佈後，香港網民在香港任天堂公司的Facebook洗版，反對這次的改名。愛好者也在Facebook專頁上發起了「爭取Pokémon保留各地譯名」聯署行動，希望收集簽名推翻任天堂的決定來保留原先的譯名，而聯署活動僅推出半天，就吸引近3000名網友按讚，另有近千人轉載分享。批評改名的一方包括了來自新聞界和語文界的公眾人士或團體，如新聞主播伍家謙和語文關注團體港語學等，認為把外語譯得貼近粵語發音才是合理，若以普通話譯名取代會是種「墮落」。
由於香港任天堂沒有回應支持者，有20多人發起「十萬伏特大遊行」遊行活動來抗議，遊行最後來到日本駐香港總領事館遞交陳情書。
事件发酵后，任天堂表示可能取消首届在香港举办的2016寶可夢國際錦標賽香港区赛事（2016 Pokémon World Championships Hong Kong Video Game National Championships），最终任天堂表态，将比賽日期從原本的6月9日延期到7月3日举办。延期之事，遭粵語配音動畫觀眾指責是「挑撥」喜歡比賽的人視反對改名者為仇敵，並做成「借刀分化」的結果。粵語配音動畫觀眾直斥任天堂官方面對有理的批評時，做法不是聆聽改善，而是「拉一派打一派」，是「無恥」和「卑鄙」的行徑。
香港賽馬會註冊的參賽馬匹中，亦有一隻名爲「比卡超」，牠的其中一個馬主是東華三院執行總監蘇祐安。蘇祐安向傳媒表明堅拒將愛駒改名，而馬匹的名字靈感的確取自小精靈比卡超，受訪時蘇祐安還打着「十萬伏特」閃電領帶支持愛駒。

## 後續發展
2017年4月，手機遊戲《Pokémon Go》推出了重大更新，只要偵測到該手機使用「繁體中文（香港）」的語言系統，就會強制顯示成「精靈寶可夢」及「皮卡丘」等統一譯名，即使以往捕捉的精靈未改名，亦會變成新的中文譯名，部分遊戲對白在粵語裏變得不文。如果玩家不希望看到統一譯名，就必須更改整部手機的作業系統語言才能成事。這更新遭到不少香港玩家抗議，許多用戶在App Store留下一星評分，或在香港版App Store的《Pokemon GO》留言裏表達不滿。
譯名被改後，任天堂和The Pokémon Company曾經嘗試與不同公司合作，授權香港的品牌使用小精靈肖像作廣告或包裝宣傳，同時舉辦回答精靈名字換取獎品的網上遊戲活動。可是參與活動的香港人，絕大多數都使用「比卡超」、「伊貝」、「奇異種子」、「波波球」等原來譯名來回答問題，有關品牌也把這些答案視為有效回答，可以得獎。批評者認為任天堂或The Pokémon Company一方的行銷活動落得尷尬收場。
香港無綫電視翡翠台自1998年11月開始播放《寵物小精靈》，但因日方执意將《精靈寶可夢 太陽&月亮》電視動畫的字幕及配音改為官方「統一」譯名，無綫電視在無法與日方就譯名問題達成共識後，從此放棄購買寵物小精靈續篇。最终電視動畫改由奇妙電視77台從2017年12月15日起播映，動畫電影方面，則自《劇場版 精靈寶可夢 就決定是你了！》開始，改由奇妙電視旗下的驕陽電影發行。而香港上映由华纳兄弟發行的真人電影《POKÉMON 神探Pikachu》之時，除直接採用英文「Pokémon」、「Pikachu」和「Mew 2」（Mewtwo）外，其餘皆從官方「統一」譯名。
2019年4月，趁系列新作《寶可夢 劍／盾》推出，官方再度更名，把「精靈寶可夢」的「精靈」二字刪去。此次更名，並沒有在面向香港群眾的社交媒體上公佈或發表聲明，官方僅把其專頁從「精靈寶可夢　香港」改名作「寶可夢　香港」，只有訂閱者才會收到Facebook系統的自動通知。直至8月1日，才在面向大陸群眾的官方微博帳戶中公佈「自2019年8月1日（星期四）起，將逐步變更『精靈寶可夢』的名稱為『寶可夢』」。由於當初日方把名字從香港原來官方譯名「寵物小精靈」更改作「統一」譯名「精靈寶可夢」時，石原恒和以YouTube影片聲稱是特地保留來自香港的「精靈」二字，以照顧香港受眾感情。這次的再度改名，正好刪去石原恒和聲稱是來自香港的元素，因此再度激起部分香港人不滿。網民更揭發，The Pokémon Company 在這次再度易名的同時，把其YouTube頻道上石原恒和在2016年2月底宣佈改名的影片，改為設定作私人影片，令公眾無法閱覽，批評官方企圖「毀屍滅跡」，不希望觀眾翻查石原恆和當天的這番言論。
2020年3月及10月，「宝可梦」簡體官方網站及官方微博帳戶「Pokemon宝可梦」兩度公佈一些小精靈的簡體譯名更改，可能是为了更好的进入中国大陆市场而通过中国大陆的游戏审查且能够在腾讯代理版任天堂正式发售中国大陆版宝可梦系列游戏，包括迴避英文字母，以及迴避「毒、死、偷、盜、流氓」等字眼。然而，這些小精靈更名，都只適用於中国大陆版的簡體版本，而港台版的繁體版本即使在游戏内切换简繁，都不会改变成为迁就中国大陆审查的中国大陆的简体译名，結果是中国大陆簡體版本與港台繁體版本並不統一。此舉再度引起香港網民不滿，批評官方又再一次公然撒謊，指責官方連最後一個「藉口」——即是要「統一」華文版本名字，都被官方自己的行為打破。並指除了故意用普通話或國語的譯名取代粵語譯名外，再沒有其他理由能夠不自相矛盾地解釋官方的行為，斥責是明顯的語言入侵。
此外，任天堂和Game Freak等，在「宝可梦」更名事件後，連其他遊戲也越來越以普通話或國語的譯名，去取代原本通行的粵語譯名，包括把「瑪利奧」、「龍王」等舊譯名，更改作違反粵語的「瑪利歐」、「庫巴」等，亦令部分香港人不滿，遭抨聲為「肆無忌憚地一次又一次向粵譯開槍」，一部分香港人亦普遍只會以粤语的口音說舊譯名，不會說以普通话和国语翻译的新譯名。